# خروشنگتسه
خروشنگتسه (به لهستانی:  Chruśnice) یک روستا در لهستان است که در گمینا چروین واقع شده‌است.